# Vit terror
Vit terror är en benämning på organiserade och systematiska våldshandlingar från reaktionära och konservativa grupper mot radikala och revolutionära krafter. Terror, oavsett färgangivelse,  används i politiskt syfte för att sprida skräck och därmed uppnå vissa mål och kan utövas både av makthavare och oppositionella grupper.
Ordet terror (fr. la Terreur), men utan färgangivelse, användes för skräckväldet under franska revolutionen 1793-1794. Under inbördeskrig brukar ofta de kämpande arméerna benämnas vita eller röda, som exempelvis under ryska inbördeskriget 1917-22 och finska inbördeskriget 1918 då vita garden organiserades. Vad som i sådana situationer betecknas som terror och vad som ses som rena krigshandlingar är inte tydligt definierat. 
Termen vit terror har sannolikt uppkommit under franska revolutionens tid då rojalisterna, vilkas symbol var det vita liljebaneret, bekämpade patrioterna, vilka hyllade den röda frygiska mössan såsom symbol. I senare tid har termen används bland annat för våldet mot revolutionärer under ryska inbördeskriget 1917-22, de kontrarevolutionära kampanjerna efter Ungerska rådsrepublikens fall 1919-21 och perioder av våldsamt förtryck i Kina efter 1927 och Taiwan efter 1949.

## Frankrike
Den vita terrorn (la terreur blanche) används om två liknande rörelser mot den franska revolutionen.

Liljebaneret som bars av den franska kungliga familjen och rojalisterna innan 1789 och fr.o.m. restaurationen 1815. Från den vita bottenfärgen härstammar benämning till "vit terror".

### Första vita terrorn
I Frankrike blev den IV thermidor år II vattendelaren i revolutionen. Efter Robespierres och hans anhängares fall följde reaktionen mot jakobinerna och sansculotterna. Många historiker menar att den franska revolutionen slutade med thermidorreaktionen 1794 och direktoriets maktövertagande i november 1795.
Under det första halvåret efter Robespierres fall förde thermodoristerna en försonlig politik gentemot vissa av rojalisterna. Det gällde upprorsmakarna i Vendée, vissa grupper av emigré som tilläts vända tillbaka till Frankrike, och edsnekande präster. Under första hälften av 1795 förekom t.o.m. en vit terror, till stor del iscensatt av rojalister. Senvintern och våren 1795 blev den värsta hungertid Paris upplevt under revolutionen och den 20 maj 1795, den I prairial år III, bröt revolutionens sista sansculotte-uppror ut. Den fjärde upprorsdagen kapitulerade Faubourg Saint-Antoine utan motstånd för de reguljära trupper som sattes in. Undertryckandet efter prairialupproret antog två former. En militärkommission tog hand om upprorsmännen och de som hade gett efter för dem. Bland de 36 som dömdes till döden var sex konventledamöter. En utrensningskation riktade sig mot de sansculotter som visat mest aktiva under åren från 1792. De fängslades och avväpnades och förlorade sina politiska rättigheter. I Sydfrankrike antog reaktionen avsevärt brutalare och laglösare former i den så kallade vita terrorn. Fängelser stormades och arresterade jakobiner massakrerades utan någon form av rättegång, ofta med representanter för staten som passiva åskådare.
Sommaren 1795 landsatte brittiska örlogsfartyg två divisioner med franska emigré på Quiberonnäset i Bretagne, varefter Charette och Stofflet åter hissade upprorsfanan i departementet Vendée. Rörelsen krossades av general Lazare Hoche i samband med att landstigningsstyrkan besegrades den 16-21 juni och cirka 700 tillfångatagna emigrés blev avrättade. Som hämnd lät Charette avrätta 1 000 republikanska fångar.

### Andra vita terrorn
Den andra vita terrorn följde efter Ludvig XVIII:s återkomst till Frankrike 1815. Vedergällningsmassakrerna efter Februarirevolutionen 1848 och Pariskommunens krossande 1871 ingår i samma kontrarevolutionära tradition.[källa behövs]

## Finland
I finska inbördeskriget dog över 36 000 finländare. Drygt 9 000 stupade i strid, drygt 11 000 avrättades utanför striderna, över 12 000 dog i fånglägren, över 3 000 avled på annat sätt i samband med kriget eller försvann. Över 27 000 av de döda var röda.
De första fallen av vit terror i Finland inträffade redan i januari. Efter strider i Nivala den 28 januari 1918 beslöt skyddskårernas chefer vid ett gemensamt sammanträde att döma en tillfångatagen röd "ledare" till döden. Jaako Paavolainen beskriver skeendena som 
| ”                          | Medan vinterns drivor smalt och vårflorden började porla fick Finlands arbetarklass dyrt betala det företag den givit sig in på. På skogsmyrar, i ljusa tallhedssluttningar, bak brädstaplar, invid avlägsna riaväggar och bak ladugårdar genljöd avrättningspatrullernas skott, mycket ofta i morgonens bleka och overkliga ljus. Dessa vårveckor födde ett omätbart mänskligt lidande och mänsklig misströstan. | „ |
| – Paavolainen 1986, s. 118 | |   |

 Den svenske brigadisten Nils V. Wickström gav sina motståndare ett erkännande för deras genuina kallblodighet när de mötte sitt öde.
| ”                         | Detta lugn eller resignation, vad man nu vill kalla det, var för övrigt utmärkande för nästan alla röda, som arkebuserades. Jag har sett exempel på, hurusom dylika med god aptit satt sig ner att äta, tänt en cigarrett och lagt sig att sova de få minuterna, innan de skulle skjutas. De voro i sanning ett kallblodigt släkte i motsats till deras bundsförvanter ryssarna. | „ |
| – Wickström 1919, s. 208f | |   |

De olika länen förlorade följande antal människor i den vita terrorn:
| Län                     | Antal | Procent |
| ----------------------- | ----- | ------- |
| Uleåborgs län           | 119   | 1,4     |
| Vasa län                | 191   | 2,3     |
| Kuopio län              | 283   | 3,4     |
| S:t Michels län         | 214   | 2,6     |
| Nylands län             | 1 361 | 16,3    |
| Åbo och Björneborgs län | 1 222 | 14,6    |
| Tavastehus län          | 2 606 | 31,1    |
| Viborgs län             | 2 384 | 28,3    |
| Summa                   | 8 380 | 100,0   |

Det totala antalet offer för den vita terrorn steg enligt de statistiska beräkningarna till 8.380 personer. 233 av offren dödades efter den 1 juli. Traditionella slutdatum för inbördeskriget är antingen den 5 maj eller den 16 maj. I den senaste siffran ingår de avrättningar som verkställdes på grund av domstolarnas dödsdomar. Dessutom ingår däri enstaka händelser om vilka man kunnat fastställa att de var uttryck för vit terror. En del av dem inträffade så sent som 1920. 364 eller 4,3 procent var kvinnor. I Viborgs län avrättades under maj månad 80 procent av alla som föll offer för terrorn; motsvarande siffror för Tavastland och Nyland är 62 respektive 69 procent.
Orter där den vita terrorn var störst på grundval av antalet avrättade:
| Ort                               | Avrättade | Procent |
| --------------------------------- | --------- | ------- |
| Valkeala, Viborg län              | 285       | 4,4     |
| Mola Kyyrölä, Viborg län          | 248       | 2,8     |
| Helsingfors, Nylands län          | 215       | 0,2     |
| Lappee, Viborg län                | 188       | 2,1     |
| Sääksmäki, Tavastlands län        | 185       | 4,9     |
| Tammela (Forssa), Tavastlands län | 181       | 2,4     |
| Viborgs landskommun, Viborgs län  | 179       | 0,8     |
| Tammerfors, Tavastlands län       | 148       | 0,7     |
| Vichtis, Nylands län              | 141       | 3,2     |
| Nykyrka, Viborgs län              | 134       | 1,6     |

Orter där den vita terrorn var störst på grundval av den procentuella förlusten:
| Ort                         | Procent | Avrättade |
| --------------------------- | ------- | --------- |
| Varkaus, Kuopio län         | 10,2    | 93        |
| Sääksmäki, Tavastlands län  | 4,9     | 185       |
| Sammatti, Nylands län       | 4,7     | 26        |
| Valkeala, Viborg län        | 4,4     | 285       |
| Humppila, Tavastlands län   | 4,0     | 60        |
| Kalvola, Tavastlands län    | 3,9     | 77        |
| Tyrväntö, Tavastlands län   | 3,9     | 34        |
| Kylmäkoski, Tavastlands län | 3,4     | 35        |
| Vichtis, Nylands län        | 3,2     | 141       |
| Hyvinge, Nylands län        | 2,9     | 108       |

Av listan ovan framgår dels det absoluta antalet avrättade, dels de procent de avrättade männen utgjorde av ortens hela manliga befolkning. Jämfört med antalet offer för den röda terrorn är siffran för vit terror fem gånger större. Om man även räknar med de som arkebuserades i anslutning till striderna, men som är uppförda som stupade, närmar vi oss den totala siffran på omkring 10 000 offer för den vita terrorn. Om man tar med i beaktande att röda gardet bestod av något under 100 000 medlemmar är siffran hårresande. Det var en tiondel av röda gardets medlemmar som avrättades.

### Verkställarnas sociala bakgrund
Terrorns verkställares sociala bakgrund kommer man åt genom att studera deras yrkesfördelning. En tredjedel i statistiken har anmärkning om yrke. Aapo Roselius(fi) har indelat dem på följande vis:
| Yrke               | Antal |
| ------------------ | ----- |
| Tjänstemän         | 115   |
| Självägande bönder | 76    |
| Företagare         | 73    |
| Hantverkare        | 14    |
| Obestämda arbetare | 10    |
| Servicefolk        | 9     |
| Studenter          | 7     |
| Torpare            | 7     |

Eftersom yrkesangivelser saknas hos så många är det givetvis omöjligt att dra säkra slutsatser. Anmärkningsvärt är att många bildade återfinns bland terrorns verkställare. Arbetarklassens andel är däremot liten. Eftersom statistiken baserar sig på minnen kan man dra slutsatsen att bildade personer samt kända personer på orten som deltog i arkebuseringar etsade sig fast i minnet. Det är knappast en realistisk slutsats att en tredjedel av verkställarna var tjänstemän. Vilka yrkesgrupper döljer sig bakom kategorin tjänstemän? I allra högsta grad poliser.

## Ungern
I november 1918 bildade Bela Kun det ungerska kommunistpartiet och blev ledare för den kortvariga ungerska rådsrepubliken 21 mars - 6 augusti 1919, sedan varken konservativa eller liberala velat gå med på de mycket hårda fredsvillkor som segrarmakterna höll på att diktera för Ungern i samband med nederlaget i första världskriget. Kuns revolutionära röda regim genomförde omfattande exproprieringar och socialiseringar samt bildade sovjetrepubliken Slovakien som en lydstat till sin ungerska sovjetrepublik. I den röda terrorn avrättades nästan 600 "kontrarevolutionärer".
De konservativa och liberala krafterna i Centraleuropa såg ett nytt hot etableras vid sidan av det bolsjevikiska Ryssland. I augusti var sagan all för den ungerska rådsrepubliken efter 132 dagar, sedan tjeckoslovakiska och rumänska trupper, uppmuntrade av Frankrike, ingripit och ockuperat Ungern. Den rumänska armén ockuperade Budapest i augusti 1919, och Kun tvingades i exil, och emigrerade senare till Sovjetunionen.  
Den konservativa, antikommunistiska vita regim som hade bildats i Szeged under amiral Miklós Horthy genomförde omfattande terror. Den genomfördes av semi-reguljära trupper tillhörande Horthys nationella armé. Deras offer var främst judar, frimurare, socialister och demokrater. En våg av antisemitism svepte över landet, som Horthy såg genom fingrarna med, med motiveringen att rådsrepubliken var en judisk komplott. 32 av de 45 folkkommissarierna var judar. Kontrarevolutionära tribunaler sattes upp, som såg till att fängelser fylldes av arbetare, fattiga bönder och intellektuella, och utdömde minst lika många dödsstraff som föregående röda tribunaler under den röda terrorn. Ungerns intellektuella elit genomlevde stora umbäranden. Béla Bartók och Zoltán Kodály åtalades, Zsigmond Móricz t.o.m. fängslades, medan andra såsom György Lukács, Karl Mannheim, Károly Polányi, Sándor Korda, konstsociologen Arnold Hauser och den mångbegåvade artisten László Moholy-Nagy gick i exil till så skilda orter som Hollywood och Moskva.
Den tre månaders vita terrorn var inte bara ett svar på den föregående röda terrorn, utan hade djupa rötter. Icke desto mindre bidrog rådsperubliken till antisemitismen och antikommunismen. Antalet offer varierar mellan flera hundra och flera tusen. Den gick enligt László Kontler ut över drygt 2 000 misstänkta rådsmedlemmar, röda armésoldater och sådana som på inga sätt kunde associeras med rådsrepubliken, men var judar. Förutom arkebuseringar och lynchningar, fängslades 70 000 eller sändes till interneringsläger. Enligt Ingác Romsics beräkningar strök 1 500 med i den vita terrorn.

## Ryssland och Sovjetunionen
Den ryska revolutionen ägde inte rum utan en reaktion, som organiserade sig i folkarmén (Koltjaks armé), frivilligarmén (sydarmén, Denikins armé) och Nikolaj Judenitj. Ryska inbördeskriget fördes på båda sidor med exempellös grymhet. Fångar avrättades regelbundet, särskilt vita officerare och röda partifunktionärer eller kommissarier. En del identifierade eller ansåg att revolutionen var en skapelse av judar. Bolsjevikerna framställdes som judiska despoter och blodsugare vilka skulle bryta ned Moder Ryssland och skinna bönder och arbetare in på bara kroppen. Andra använde antisemitism för att mobilisera mot den röda armén.
Södra vita armén gav inte prov på antisemitism under sitt första år, ty judar stred i dess led. Detta förändrades under vintern 1918-19, dels för att judar i stor utsträckning fick skulden för den röda terrorn - i synnerhet mordet på Nikolaj II och hans familj - och dels för att när tyskarna dragit sig tillbaka behövde ryska antikommunister en annan syndabock för bolsjevismen, som de inte kunde erkänna hade ryska rötter. Revolutionen måste ha kommit utifrån. Samtidigt måste det understrykas att frivilligarmén inte deltog i pogromer; sådana begicks nästan uteslutande av ukrainska fribytare och kosacker, som stred hos de vita och såg inbördeskriget som ett tillfälle till plundring. Den antisemitiska antibolsjevismen i Ukraina utgick ifrån föreställningen att medan landsbygdsbefolkningen var ukrainsktalande bestod arbetarklassen i städerna av ryssar - och judar. Rekvisitionsgrupperna som kom och tog böndernas spannmål var bolsjeviker och bolsjeviker antogs vara judar. Under några få vårmånaders tid slaktades tiotusentals judar i den största vågen av antisemitiska pogromer före Förintelsen. Troligen rörde det sig om mellan 100 000 och 120 000 offer.
Koltjaks och även Wrangels folk deltog i vit terror; hetman I.M. Kalmykov, befälhavare för vita sibiriska kosacktrupper, sköt över 2 000 människor. Tillsammans med japanska interventionstrupper drog han skövlande västerut under massakrer på tusentals människor.

## Spanien
Under spanska inbördeskriget 1936-1939 stupade 500 000. En del av dem avled i terror, i och med att det förhärskande synsättet var att överlevande fiender måste avrättas. Falangiststyrkorna utförde också så kallade paseos, "promenader", som innebar att man bröt sig in i hem och bortförde misshagliga personer varefter de avrättades.
I samband med spanska inbördeskriget uppstod efter konflikten sättet att tala om millión de muertos (en miljon döda), ett synsätt som för båda sidorna, av olika skäl, täckte en mytisk och emotionell sida, men knappast korresponderade med verkligheten. Detta visades redan 1942 i ett verk av Jesús Villar Salinas, Repercusiones demográficas de la guerra civil española, som hävdade att de döda inte kunde överstiga 350 000. I Spanien har studiet av den så kallade terrorn mot de besegrade inte varit lika angelägen politiskt på grund av 40 års diktatur fram till 1970-talet under segerherren Franco.[källa behövs]
Tabell över terrorn
Dödade under kriget:
| Typ av död                     | Nationalist | Republikan | Total   | % N   | % R   |
| ------------------------------ | ----------- | ---------- | ------- | ----- | ----- |
| Civila genom militär aktivitet | 4 000       | 11 000     | 15 000  | 26,66 | 73,33 |
| Arkebusering och mord          | 72 500      | 35 500     | 108 000 | 67,13 | 32,87 |

Dödade efter kriget:
| Typ av död          | Nationalist | Republikan | Total  | % N    | % R    |
| ------------------- | ----------- | ---------- | ------ | ------ | ------ |
| Avrättningar        |             | 23 000     | 23 000 |        | 100,00 |
| Mördade av gerillan | 1 000       |            | 1 000  | 100,00 |        |

### Diskussion om vit terror i Spanien
Utländska kommentatorer kallar det nationalistiska Spanien "vita Spanien", "upproriska Spanien" eller "fascistiska Spanien", ibland till och med "kristna Spanien". Svensk uppslagsbok sorterar terrorn i Spanien under vit terror. General Franco stödde sig på monarkister, katoliker och falangister. En del har velat se inbördeskriget som mer än ett inbördeskrig. Man har velat se det som ett förspel till andra världskriget, som en sammanstötning mellan fascism och kommunism, där bombningen av Guernica står som symbol. Var nationalistsidan fascistisk eller reaktionär? Om svaret är beroende av det, rörde det sig i så fall om vit terror?